# Аль-Арабі (Доха)
Спортивний клуб «Аль-Арабі» (Доха) (араб. النادي العربي الرياضي) — катарський спортивний клуб з міста Доха. Найтитулованішою є футбольна команда, що виступає у Лізі зірок. Рідний стадіон команди називається «Гранд Хамад». «Аль-Арабі» має прізвиська «Команда мрії», «Червоні дияволи», «Імператор катарського футболу» і «Клуб століття». «Аль-Арабі» відомий тим, що є одним з грандів катарського футболу нарівні з «Ас-Саддом».

## Історія
Клуб був заснований в 1952 році під назвою «Аль-Тахрір». Це був другий клуб країни. У 1957 році команда об'єдналася з «Аль-Вахдою» і нова команда стала називатись теж «Аль-Вахда». У 1972 році клуб отримав свою нинішню назву, «Аль-Арабі». Першим президентом клубу був Ахмед Алі Ансарі.
У 90-их роках почалася золота ера команди. «Аль-Арабі» виграло п'ять чемпіонатів з десяти і стала фіналістом Азійського кубка чемпіонів в 1995 році. «Аль-Арабі» був відомий тим, що мав одну з найбільших фан-баз у всьому Катарі, а також інших державах Перської затоки, і був добре відомий за кордоном. Їх популярність за межами Близького Сходу була підкріплена їхніми досягненнями та відомими гравцями, а 2003 року вона досягла свого апогею з підписанням легенди збірної Аргентини Габріеля Батістути, який в сезоні 2003/04 встановив історичний рекорд, забивши 25 м'ячів в 18 матчах чемпіонату.
Скоро клуб наздогнала фінансова криза, але в 2010 році ситуація стабілізувалася. У 2012 році клуб знову отримав можливість грати в Лізі чемпіонів АФК. Так чи інакше, в тому ж році за три місяці на посаді головного менеджера змінилося три тренери. Команда програла кожен матч на груповому етапі, що є найгіршим результатом катарським команд в Лізі чемпіонів АФК. В результаті директор клубу Мубарак Мустафа пішов з команди. Скоро в зв'язку з цим фінансовий бюджет клубу був скорочений з п'ятнадцяти мільйонів ріалів до дев'яти.

## Вболівальники
Клуб вболівальників «Аль-Арабі» був заснований 21 жовтня 2015 року. Він був створений для підтримки команди у всіх видах спорту та для збору вболівальників. В день створення фан-клубу, керівництво клубу вирішило назавжди забрати номер 1 на футболці із заявки першої команди та присвоїти її фанатам, які офіційно стали гравцем № 1 в клубі «Аль-Арабі», оскільки саме цей клуб має найбільшу кількість вболівальників серед усіх катарських клубів.

## Досягнення
- Чемпіонат Катару:
  -  Чемпіон (7): 1983, 1985, 1991, 1993, 1994, 1996, 1997

- Кубок Еміра Катару:
  -  Володар (9): 1978, 1979, 1980, 1983, 1984, 1989, 1990, 1993, 2023

- Кубок наслідного принца Катару:
  -  Володар (1): 1997

- Кубок шейха Яссіма:
  -  Володар (6): 1980, 1982, 1994, 2008, 2010, 2011

## Відомі гравці
| - Габрієль Батістута - Штефан Еффенберг - П'єр-Мішель Ласогга - Іван Уртадо - Арон Гюннарссон | - Пабло Ернандес - Тарібо Вест - Карім Зіяні - Вільфред Боні |

## Відомі тренери
| - Освалдо де Олівейра (1991–92) - Зе Маріо (1992, 1993) - Рене Сімоєш (1993–94) - Освалдо де Олівейра (1994–95) - Джемалудин Мушович (1996–97) - Анатолій Азаренков (1998–99) - Фуад Музурович (1999) | - Луїс Сантібаньєс (2000) - Слободан Сантрач (2002–03) - Анрі Мішель (2006) - Сречко Юричич (2006) - Жозе Роман (2007—2008) - Зе Маріо (2008) - Улі Штіліке (2009—2010) | - Сілас (2011—2012) - П'єр Лешантр (2012) - Улі Штіліке (2013—2014) - Дан Петреску (2014) - Джанфранко Дзола (2015—2016) - Освалдо де Олівейра (2017) - Геймір Гадльгрімссон (2018–) |